# Temporada de furacões no oceano Atlântico de 1988
A temporada de furacões no Atlântico de 1988 foi um evento no ciclo anual de formação de ciclones tropicais. A temporada começou em 1 de junho e terminou em 30 de novembro de 1988. No entanto, a formação da depressão tropical Um marcou o início antecipado da temporada ao se formar em 30 de maio. Estas datas delimitam convencionalmente o período de cada ano quando a maioria dos ciclones tropicais tende a se formar na bacia do Atlântico.
A atividade da temporada de furacões no Atlântico de 1988 ficou pouco acima da média, com um total de 12 tempestades dotadas de nome e cinco furacões, sendo que três destes atingiram a intensidade igual ou superior a um furacão de categoria 3 na escala de furacões de Saffir-Simpson.
No início de junho, a depressão tropical Um atingiu Cuba, trazendo chuva torrencial e causando 37 fatalidades. Em meados de agosto, a tempestade tropical Beryl atingiu a costa da Luisiana, Estados Unidos, causando uma fatalidade. Dias depois, a tempestade tropical Chris atingiu a República Dominicana como uma depressão tropical, trazendo fortes chuvas e causando três mortes. Poucos dias depois, Chris atingiu a costa leste dos Estados Unidos, causando uma fatalidade. No início de setembro, o furacão Debby atingiu a costa do golfo mexicana, causando mais 20 fatalidades. Dias depois, o furacão Florence foi o segundo sistema tropical a atingir a costa da Luisiana, causando uma fatalidade. O furacão Gilbert foi o mais intenso e destruidor furacão da temporada. Causou danos em praticamente todo o Caribe e pouco antes de atingir a península de Iucatã, tornou-se o mais intenso furacão da história na época, com uma pressão atmosférica central mínima de 888 mbar, a menor pressão atmosférica já medida em todo o hemisfério ocidental até o furacão Wilma em 2005, quando alcançou 882 mbar durante seu pico de intensidade. Gilbert causou 342 fatalidades em pelo menos 10 países diferentes e causou mais de 5,5 bilhões de dólares em danos.
Em meados de outubro, o furacão Joan afetou o norte da Venezuela e da Colômbia, e atingiu a Nicarágua com uma impressionante intensidade, e causou 148 fatalidades e deixou mais de 2 bilhões de dólares em prejuízos. Joan também causou outras 68 fatalidades na Colômbia e Venezuela. O último sistema tropical da temporada, a tempestade tropical Keith, atingiu o sudeste dos Estados Unidos en novembro e causou mais de 7 milhões de dólares em prejuízos.

## Nomes das tempestades
Os nomes abaixo foram usados para dar nomes às tempestades que se formaram no Atlântico Norte em 1988. Esta é a mesma lista usada na temporada de 1982.
| - Alberto - Beryl - Chris - Debby - Ernesto - Florence - Gilbert | - Helene - Isaac - Joan - Keith - Leslie (sem usar) - Michael (sem usar) - Nadine (sem usar) | - Oscar (sem usar) - Patty (sem usar) - Rafael (sem usar) - Sandy (sem usar) - Tony (sem usar) - Valerie (sem usar) - William (sem usar) |

Devido aos impactos causados pelos furacões Gilbert e Joan, seus nomes foram retirados e substituídos por Gordon e Joyce, que juntamente ao restante da lista, foram usados na temporada de 1994.